# Sa'dí

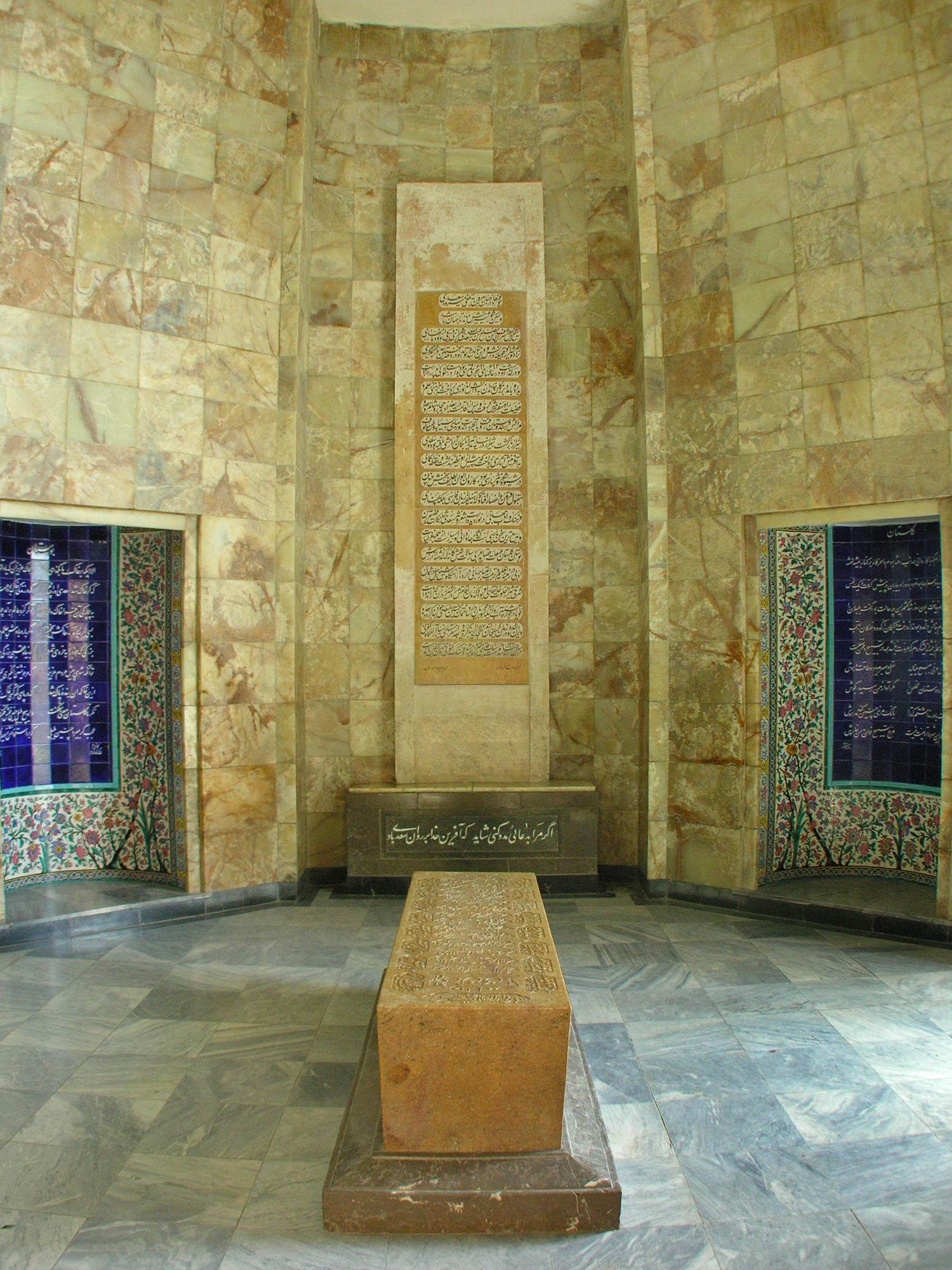
Sa'dího hrob.

Šejch Abú Abdilláh Mušarifuddín ben Muslih Širází, známý jako Sa'dí, persky سعدی, (kolem 1210, Šíráz – kolem 1291, tamtéž) byl perský středověký básník, mistr didaktické poezie.

## Život
Sa'dí pocházel ze vzdělanecké rodiny. Otce ztratil sice již v raném věku, ale díky dvorské nadaci mohl pokračovat ve studiu, nejprve v Šírázu a pak na proslulé islámské koleji al-Nizámija v Bagdádu, kde získal vysoké vzdělání. Poté hodně cestoval (pravděpodobně jako prostý poutník) po Předním východě a Malé Asie, navštívil Mekku, Medínu i Jeruzalém a byl až v Egyptě. Kolem roku 1260 se vrátil do rodného Šírázu, kde žil jako súfí (mystik). Zemřel jako vážený a všemi ctěný muž. Jeho hrob, dnes mauzoleum, je významným poutním místem.

## Dílo
Sa'dího tvorba je žánrově velmi pestrá. Již od mládí psal lyriku, a to panegyrické (oslavné) kasídy, eroticko-mystické gazely, veršované aforismy a čtyřverší (ruba'í) s filozofickou, mystickou i erotickou tematikou. Připisují se mu rovněž traktáty v rýmované próze. Světovou proslulost však získal svými dvěma didaktickými díly, které napsal jako zralý muž, rýmovaným veršem napsaný Bústán (1257, Ovocný sad) a v rýmované próze vytvořený Gulistán (1258, Růžový sad).
Bústán obsahuje příběhy ze života slavných postav perské i islámské historie, ale také vyprávění o lidech, které Sa'dí pravděpodobně potkal na svých cestách. Dílo, napsané s básnickým vtipem, laskavým humorem a rafinovaně prostým stylem, oslavuje moudrost, snášenlivost, zbožnost a učenost a přineslo autorovi mimořádnou popularitu, která ještě vzrostla po napsání Gulistánu.
Gulistán je složen z kratších, často anekdotických vyprávění seřazených do tematických kapitol. Příběhy jsou prodchnuty tolerancí a láskou k chybujícím lidem a každý z nich končí veršovanou pointou, obsahující poučení či filozofickou úvahu. To vše učinilo z Gulistánu jedno z nejčtenějších děl perské literatury a jde také o první perské dílo přeložené do evropského jazyka (v 17. století do francouzštiny a do latiny).

## Česká vydání
- Růžový sad, Bedřich Kočí, Praha 1906, přeložil Jindřich Entlicher,
- Myšlenky o lásce a mládí, Bedřich Kočí, Praha 1926, přeložil Jindřich Entlicher,
- Růžová zahrada, SNKLHU, Praha 1954, přeložila Věra Kubíčková, jde o výbor z Bústánu i Gulistánu.